# Aloïne
L'aloïne, aussi connue sous le nom de barbaloïne, est un composé chimique amer de couleur jaune-marron. Il est présent dans l'exsudat d'au moins 68 espèces d'aloès à des concentrations variant de 0,1 à 6,6%m des feuilles sèches (ce qui fait 3 à 35 % de l'exsudat total).

## Utilisation
Séchée, elle a été utilisée pour donner de l'amertume aux boissons alcoolisées commerciales.

## Réglementation
En mai 2002, la Food and Drug Administration aux USA a cessé de reconnaître les laxatifs à base d'aloès comme GRAS (generally recognized as safe: « généralement reconnu comme sûr »).